# Halvtunnholmen
Halvtunnholmen är en ö i Finland. Den ligger i Finska viken och i kommunen Borgå i den ekonomiska regionen  Borgå i landskapet Nyland, i den södra delen av landet. Ön ligger omkring 55 kilometer öster om Helsingfors.
Öns area är 0,6 hektar och dess största längd är 100 meter i sydöst-nordvästlig riktning. Ön höjer sig omkring 25 meter över havsytan.